# Plan de Acción para Prevenir el Extremismo Violento
El 15 de enero de 2016 el Secretario General de las Naciones Unidas presentó su Plan de Acción para Prevenir el Extremismo Violento a la Asamblea General.

## Plan de Acción para Prevenir el Extremismo Violento
El 15 de enero de 2016 el Secretario General presentó su Plan de Acción para Prevenir el Extremismo Violento a la Asamblea General.

Plan de Acción para Prevenir el Extremismo Violento
Informe del Secretario General
Introducción
El extremismo violento es una afrenta a los propósitos y principios de las Naciones Unidas. Socava la paz y la seguridad internacionales, los derechos humanos y el desarrollo sostenible. Ningún país ni región es inmune a sus efectos
Un programa de acción: recomendaciones para prevenir el extremismo violento
A. Establecimiento del marco de políticas
- Marco mundial para prevenir el extremismo violento
- Planes de acción nacionales para prevenir el extremismo violento
- Planes de acción regionales para prevenir el extremismo violento
- Movilización de recursos

B. Adopción de medidas
- Diálogo y prevención de conflictos
- Fortalecimiento de la buena gobernanza, los derechos humanos y el estado de derecho
- Colaboración con las comunidades
- Empoderamiento de los jóvenes
- Igualdad entre los géneros y empoderamiento de la mujer
- Educación, desarrollo de aptitudes y facilitación del empleo
- Comunicaciones estratégicas, Internet y medios sociales

C. Apoyo a los Estados Miembros, los órganos regionales y las comunidades por conducto de las Naciones Unidas
Organización de las Naciones Unidas